# Sopilja
Sopilja (cyr. Сопиља) – wieś w Bośni i Hercegowinie, w Republice Serbskiej, w gminie Nevesinje. W 2013 roku liczyła 121 mieszkańców.